# Police Academy 6: City Under Siege
Loca academia de policía 6: Ciudad sitiada (título original: Police Academy 6: City Under Siege) es una película del año 1989, dirigida por Peter Bonerz siendo la sexta entrega de la saga Loca academia de policía.

## Argumento
La policía debe investigar una serie de atracos y robos que se han dado en una franja de la ciudad, el alcalde asigna al Cap. Harris y al Teniente Proctor a cubrir el caso mientras tanto la banda compuesta por Ace, Flash y Ox siguen causando estragos. El alcalde busca que Harris y Proctor trabajen en conjunto con el Comandante Eric Lassard para detener a la banda, Lassard a su vez asigna un contingente de sus 7 mejores elementos quienes son Hightower, Tackleberry, Jones, Hooks, Callahan, Fackler y el sobrino de Lassard, El Sargento Nick.
Después de distribuir panfletos que invitan a denunciar y proveer información sobre la Banda de Wilson sin resultado alguno, añadiendo el hecho de que el Capt. Harris y Proctor ya habían tratado de realizar una misión encubierta como limpiaventanas en el edificio donde supuestamente se encuentra la base de operaciones con resultados nada favorables, incluyendo la grabación que solo mostró el peligro de caer del capitán. Entonces Nick divisa en el periódico local que un diamante antiguo está en camino al museo, a partir de esto él desarrolla una idea para usar esto como carnada para lo cual él, Jones, Proctor y Harris se ofrecen para ser Guardias de la unidad blindada mientras los demás ocupan posiciones con diversas profesiones en disfraz, sin embargo los ladrones se llevan el diamante cortando un agujero en el camión y escapando con él a través del sistema de alcantarillado, lo que hace que el plan falle y con este tropiezo Nick deduce que el "soplón" que está filtrando la información no es realmente alguien en la misma comisaría, si no del mismo equipo que conformaron ya que la banda siempre estaba un paso adelante de la policía (además de que solo ellos eran los que sabían del plan).
En sí todos los robos son cometidos por un grupo de 3 criminales no tan listos que se ve que no pueden hacerlo por cuenta propia, y se revela que son secuaces de una sombra que se denomina asimisma como "la mente maestra" que se comunica con ellos a través de una pared de vidrio opaco y usa un dispositivo de distorsión de voz. Este tiene un plan para sacar a los policías fuera de su camino y llevar a cabo su plan con éxito.
Para empeorar la situación, el comandante Lassard y su contingente son suspendidos después de haber encontrado las joyas del último robo en la oficina del mismo y abrir una investigación, ante esto los hombres de Lassard deciden limpiar el nombre de él y el de ellos deteniendo y neutralizando a la banda y a su líder a como dé lugar. Para ello acceden a varias bases de datos desde una computadora en la municipalidad, así que al ver algunas coincidencias sobre los robos y el móvil de ellos Nick junto con los demás deducen que estos ocurren en el entorno inmediato a una antigua ruta de autobús (que para tiempo reciente ya era parte de un sistema de Metro), lo que causa que el precio de la propiedad en el área comience a bajar estrepitosamente para poder comprar todas las propiedades que hubiese y otras más en ese entorno a un precio irrisorio, lo cual convertiría a dichos dueños en millonarios al ver que era una zona de alta plusvalía que recuperaría su idem si por alguna razón la seguridad aumentara. lo que confirma a su vez la teoría de que además de ello, alguien seguía filtrando más información para evitar que el plan fuese descubierto.
Con esto ya sabido por todos, los mismos elementos van de lleno contra la pandilla de Wilson, en condiciones extremas ya que la misma origina un apagón generalizado, lo que dificulta la misión pero aun así sobreponiéndose al reto consiguen dejar fuera de combate a Ace, Flash y Ox mientras Nick se dedica a perseguir al líder (Harris y Proctor también participan pero deciden tomar prestado un autobús municipal de un depósito cercano para perseguirlos aun cuando Proctor cumplió la ruta para desgracia del capitán), la misma persecución hace que todos lleguen a la oficina del comisionado Hurst, para su sorpresa y de todos se revela que es el alcalde quien resulta ser la "Mente Maestra" detrás de todo el plan y que inconscientemente el Capitán Harris había pasado información durante sus juntas diarias con el alcalde (a pesar de que él insistía en que eran informes para el mismo) así el comisionado se disculpa y reinstala a todo el batallón el cual venció a la banda y descubrió el plan de especulación inmobiliaria y gentrificacion que ejecutaría el mismo alcalde para perjuicio de la comunidad, por consiguiente es arrestado. Después de ello se les condecora con una placa al honor para todos los oficiales que integraron la operación para neutralizar dicha amenaza con éxito, al mismo tiempo que la película comienza a terminar Harris se sienta en una silla cuando una cuerda que tenía bastantes globos es cortada provocando que los mismos levanten la silla del capitán haciéndolo que se eleve por los aires mientras con enojo menta el nombre de Proctor.

## Reparto
- Bubba Smith: Tte. Moses Hightower
- Leslie Easterbrook: Tte. Debbie Callahan
- David Graf: Sgt. Eugene Tackleberry
- Bruce Mahler:Sgt. Douglas Fackler
- Michael Winslow:  Sgt. Larvell Jones
- Marion Ramsey: Sgt. Laverne Hooks
- Matt McCoy : Sgt. Nick Lassard
- George Gaynes: Cte. Eric Lassard
- G. W. Bailey: Cp. Thaddeus Harris
- Lance Kinsey: Tte. Proctor
- Kenneth Mars: Alcalde/Mente Maestra
- Allison Mack: Niña pequeña

## Doblaje
| Personaje                   | Actor original     | Actor de doblaje    |
| --------------------------- | ------------------ | ------------------- |
| Comandante Eric Lassard     | George Gaynes      | Francisco Colmenero |
| Capitán Thadeus Harris      | G.W. Bailey        | César Árias         |
| Teniente Proctor            | Lance Kinsey       | Herman López        |
| Teniente Debbie Callahan    | Leslie Easterbrook | Magda Giner         |
| Oficial Nick Lassard        | Matt McCoy         | Rubén Trujillo      |
| Sargento Larvell Jones      | Michael Winslow    | Carlos del Campo    |
| Sargento Moses Hightower    | Bubba Smith        | Álvaro Tarcicio     |
| Sargento Laverne Hooks      | Marion Ramsey      | Ángela Villanueva   |
| Sargento Doug Fackler       | Bruce Mahler       | Marcos Patiño       |
| Sargento Eugene Tackleberry | David Graf         | Arturo Casanova     |
| Alcalde                     | Kenneth Mars       | Esteban Siller      |
| Ox                          | Darwyn Swalve      | Eduardo Borja       |
| Tackelberry Jr.             | Daniel Ben Wilson  | Araceli de León     |
| Presentación                | N/A                | Humberto Vélez      |

- Datos: Q1475469